# Dicyema acuticephalum
Dicyema acuticephalum är en djurart som tillhör fylumet rhombozoer, och som beskrevs av Nouvel 1947. Dicyema acuticephalum ingår i släktet Dicyema och familjen Dicyemidae. Inga underarter finns listade i Catalogue of Life.